# Звукове мистецтво
Звукове мистецтво (англ. Sound art, нім. Klangkunst) — вид мистецтва, зосереджений на звуці як основній формі твору, а також зв'язку звуку з просторовим та візуальним сприйняттям.

## Історія та розвиток
Поняття саунд-арту виникло у другій половині XX століття, проте витоки «мистецтва звуку» сягають давніх часів, наприклад китайські літофони — набір з 11 різних кам'яних пластинок різних форм і розмірів, або шаманські екмелічні декламації.
Досить складною проблемою є точне визначення поняття «саунд-арт» та його відмежування від традиційного музичного мистецтва. Існують різні погляди щодо цього. Англо-американська традиція має дуже узагальнене визначення саунд-арту — це будь-яка робота митця зі звуком. У Німеччині вивчення даного поняття відбувалось у рамках музикознавства, тому перш за все звертали увагу на відмінностях саунд-арту від музики. Головна відмінність саунд-арту від традиційного музикування у тому, що його твори передбачають візуалізацію, на відміну від музичного мистецтва, яке можна тільки слухати. Тобто, саунд-арт має поширену тенденцію у сучасному мистецтві — синтез мистецтв — візуального та звукового.

## Специфіка напряму
Саунд-арт — це любов до звуків. Митці цього напряму використовують у своїй творчості звуки із найрізноманітніших сфер життєдіяльності людини: природного середовища, будь-якої сфери економічного виробництва: звуки машин, різних приладів, побутових предметів (фен, чайник, звук руху віника) тощо.
Творці саунд-арту шукають нові і цікаві для себе звуки, які потім вони, вирвавши їх з буденного життя, вносять у сферу мистецтва: міксують з іншими звуками, поєднують або просто «демонструють» як саунд-арт. Митці саунд-арту візуалізують свою творчість у звукові інсталяції та перформанси (Zimoun).

## Представники саунд-арту
Павло Жагун, Жан Тенглі, Нам Джун Пайк, Zimoun, Еллен Фуллман, Крістіан Марклай, Алвін Лусіер, Мія Масаока та ін.

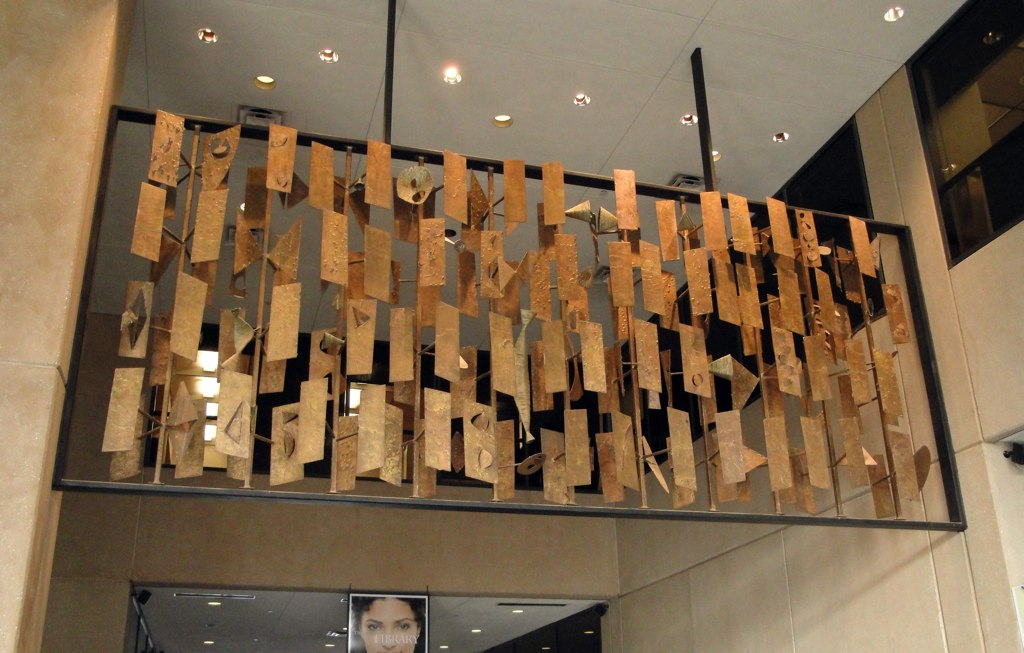
Harry Bertoia, Textured Screen, 1954
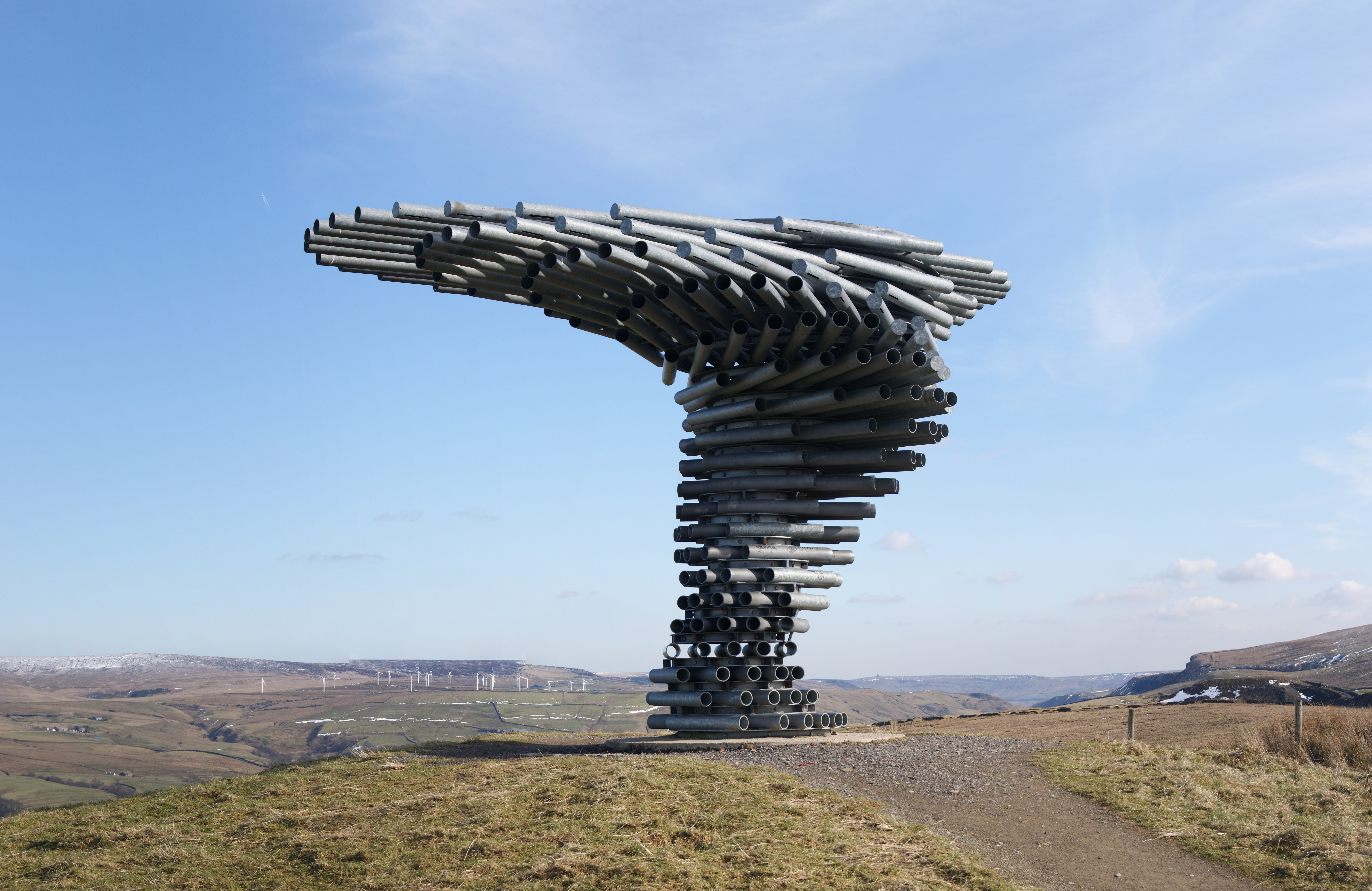
Panopticon: The Singing Ringing Tree
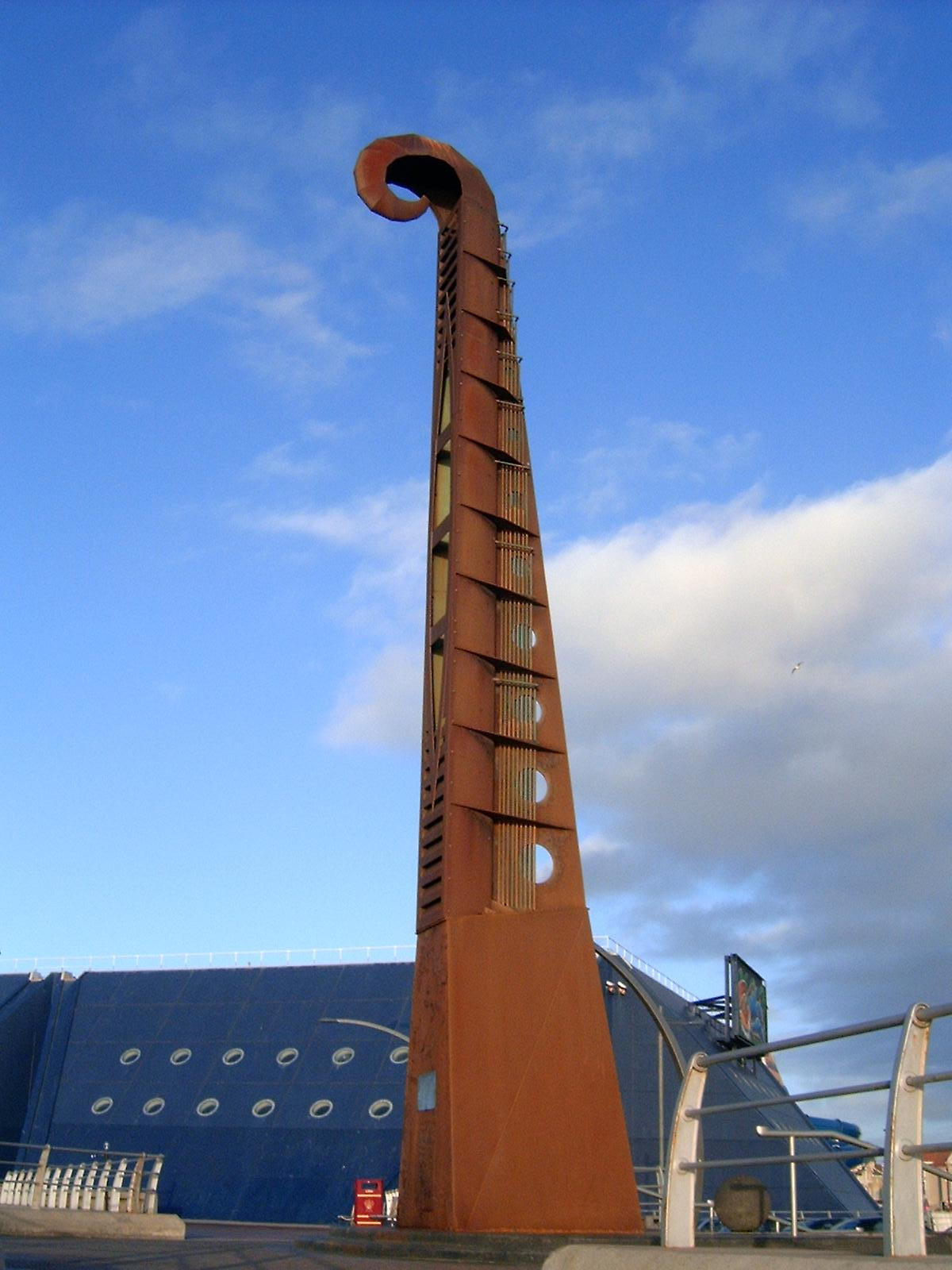
The Blackpool High Tide Organ
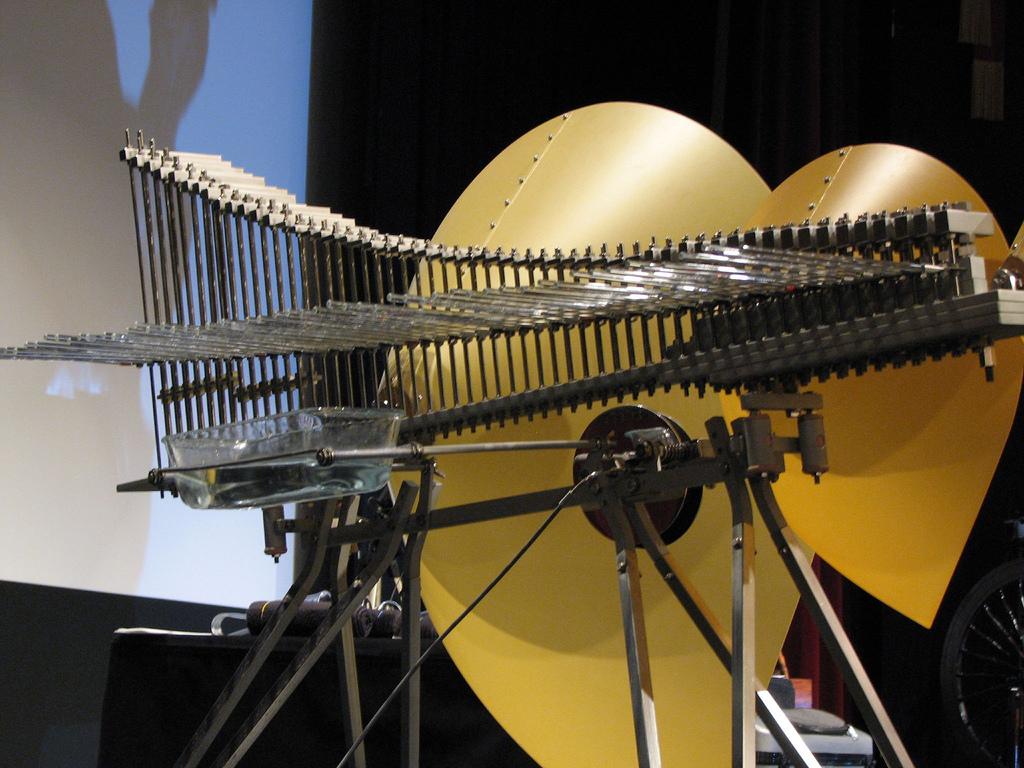
The Cristal Baschet
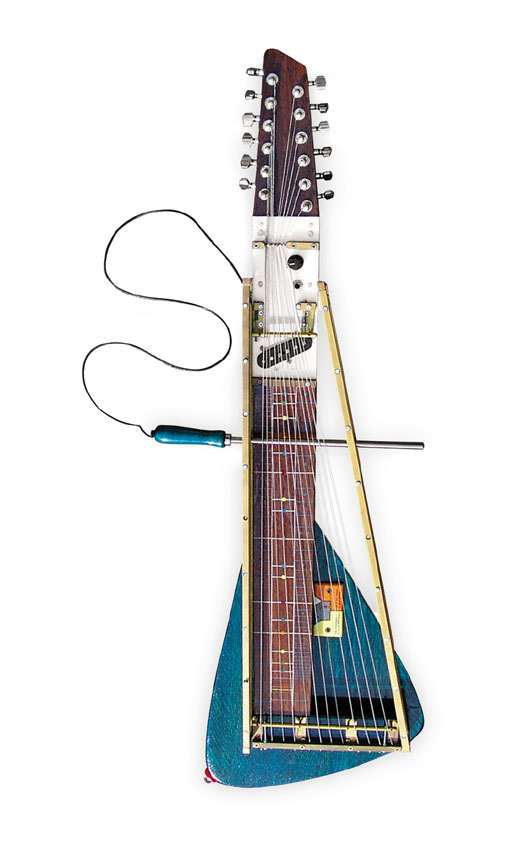
Yuri Landman, Moodswinger, 2006
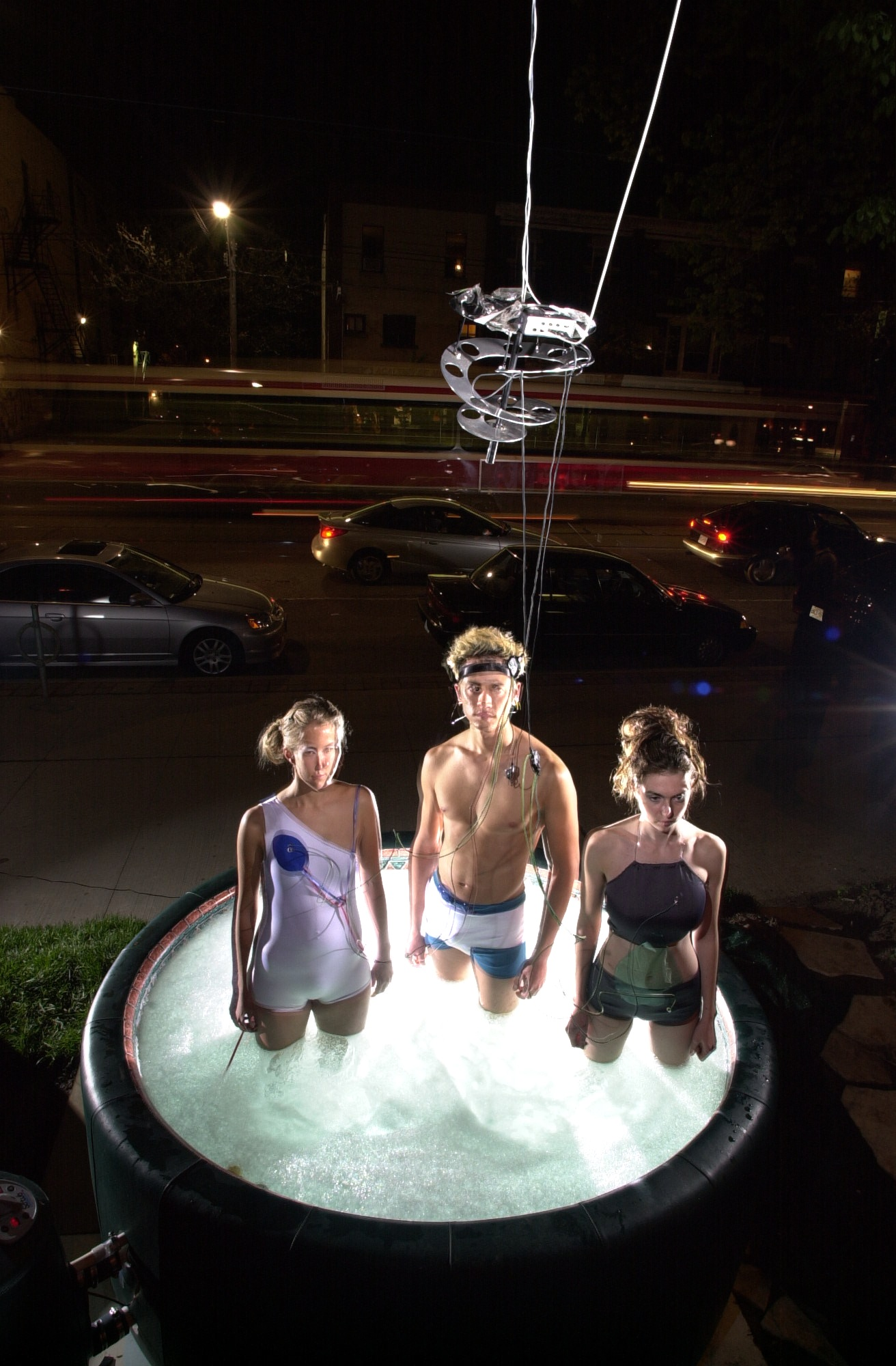
2 electrocardiophones & electroencephalophone
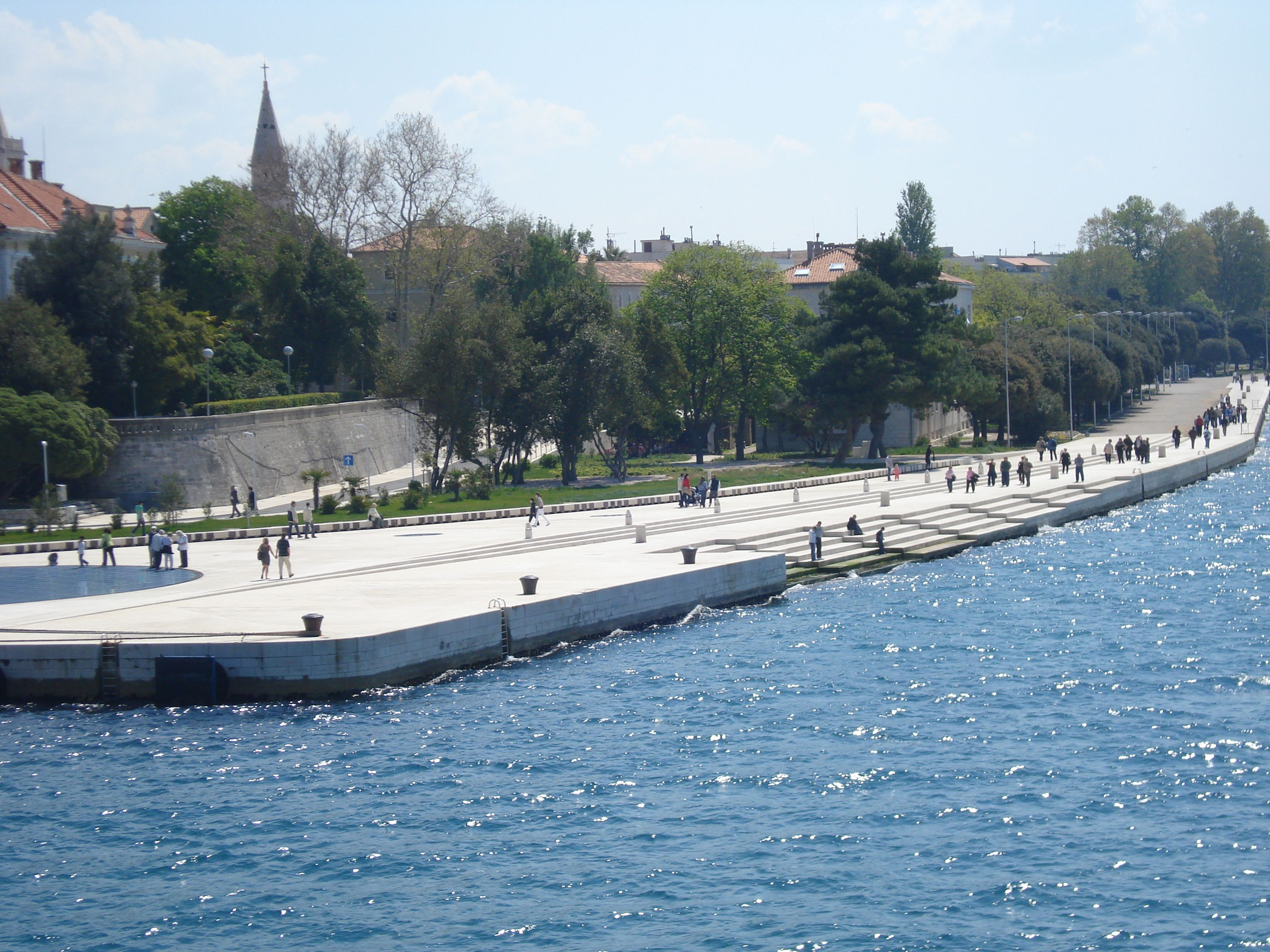
Морський орган у Задарі